# جورج غولت
جورج غولت (بالفرنسية: Georges Gault)‏ هو لاعب كرة مضرب فرنسي، ولد في 17 سبتمبر 1885 في الدائرة الثامنة في باريس في فرنسا، وتوفي في 3 سبتمبر 1916 في واز في فرنسا.